# Compromisme
Le compromisme ou tendance compromiste (en hongrois : kiegyezés irányzat) est une tendance politique hongroise apparue en 1848 prônant une autonomie de la Hongrie au sein de l'empire d'Autriche. Elle aboutit au Compromis austro-hongrois de 1867. Les partis compromistes revendiquent la référence à 1847, 1848, 1849 et 1867 dans leurs objets ou leurs dénominations.